# 圧死
| ウィキペディアには「圧死」という見出しの百科事典記事はありません（タイトルに「圧死」を含むページの一覧/「圧死」で始まるページの一覧）。 代わりにウィクショナリーのページ「圧死」が役に立つかもしれません。 |